# Liste der Kulturdenkmale in Erligheim
In der Liste der Kulturdenkmale in Erligheim sind alle Bau- und Kunstdenkmale der Gemeinde Erligheim verzeichnet, die im „Verzeichnis der unbeweglichen Bau- und Kunstdenkmale und der zu prüfenden Objekte“ des Landesamts für Denkmalpflege Baden-Württemberg verzeichnet sind.
Diese Liste ist nicht rechtsverbindlich. Eine rechtsverbindliche Auskunft ist lediglich auf Anfrage bei der Unteren Denkmalschutzbehörde des Landkreises Ludwigsburg erhältlich.

## Liste
| Bild           | Bezeichnung                                                  | Lage                                  | Datierung             | Beschreibung              | ID |
| -------------- | ------------------------------------------------------------ | ------------------------------------- | --------------------- | ------------------------- | -- |
|                | Sandstein-Radkreuz                                           | Erligheim, Busch, Kreuzäcker          | 1660er Jahre          | Geschützt nach § 2 DSchG  |    |
|                | Fragment des Torbogens                                       | Erligheim, Friedhofstraße             | 1737                  | Geschützt nach § 2 DSchG  |    |
|                | Ehemaliges Pächter-Wohnhaus des Gutshofes Zum Grünen Baum    | Erligheim, Hauptstraße 1 (Karte)      | 1. Hälfte des 19. Jh. | Geschützt nach § 2 DSchG  | BW |
|                | Gasthof zum Grünen Baum                                      | Erligheim, Hauptstraße 2, 4 (Karte)   | 1622                  | Geschützt nach § 28 DSchG |    |
|                | Gutshof des Gasthauses zum Grünen Baum                       | Erligheim, Hauptstraße 5 (Karte)      | 18. Jh.               | Geschützt nach § 2 DSchG  |    |
|                | Schule                                                       | Erligheim, Hauptstraße 7 (Karte)      | 1855                  | Geschützt nach § 2 DSchG  |    |
|                | Die vordere Kelter                                           | Erligheim, Hauptstraße 11 (Karte)     | 1772/73               | Geschützt nach § 28 DSchG |    |
| Weitere Bilder | Evangelische Stadtkirche St. Johannes der Täufer             | Erligheim, Hauptstraße 13 (Karte)     |                       | Geschützt nach § 28 DSchG |    |
|                | Backhaus                                                     | Erligheim, Hauptstraße 17 (Karte)     | 1825                  | Geschützt nach § 2 DSchG  | BW |
|                | gestelztes Wohnstallhaus                                     | Erligheim, Hauptstraße 34 (Karte)     | 1747                  | Geschützt nach § 2 DSchG  | BW |
|                | Die hintere Kelter                                           | Erligheim, Kelterstraße 6 (Karte)     | 18. Jh.               | Geschützt nach § 28 DSchG |    |
|                | Ehemaliges Wirtschaftsgebäude des Gasthauses zum Grünen Baum | Erligheim, Löchgauer Straße 1 (Karte) | 17./18. Jh.           | Geschützt nach § 2 DSchG  | BW |
|                | Runder Steintisch und Steinsitze                             | Erligheim, Löchgauer Straße 2         | 18. Jh.               | Geschützt nach § 2 DSchG  |    |
|                | Ehemaliges Wirtschaftsgebäude des Gasthauses zum Grünen Baum | Erligheim, Löchgauer Straße 3 (Karte) | 18. Jh.               | Geschützt nach § 2 DSchG  | BW |
|                | Rathaus                                                      | Erligheim, Rathausstraße 2 (Karte)    | 1740                  | Geschützt nach § 28 DSchG |    |
|                | Gasthaus zum Hirsch                                          | Erligheim, Rathausstraße 3 (Karte)    | 1930                  | Geschützt nach § 2 DSchG  | BW |
|                | Fachwerkgiebelfassade                                        | Erligheim, Rathausstraße 5 (Karte)    | 17. Jh.               | Geschützt nach § 2 DSchG  | BW |
|                | Wohnhaus und Stall                                           | Erligheim, Rathausstraße 11 (Karte)   | 17. Jh.               | Geschützt nach § 2 DSchG  |    |